# Нептун (подводный аппарат)
«Нептун» (англ. Neptune) — первый советский экскурсионный подводный аппарат. Построен по проекту 19730 «Ихтиандр» на Северном машиностроительном предприятии в начале 90-х. Предназначен для проведения подводных туристических экскурсий в предварительно обследованных районах, где глубина акватории не превышает рабочей глубины погружения аппарата (40 метров).

## Строительство
Подводный аппарат «Нептун» был заложен 15 ноября 1989 года в цехе № 42 Северного машиностроительного предприятия в городе Северодвинск. Спуск на воду произведен 18 сентября 1990 года. В августе 1991 года проведены ходовые испытания в акватории Белого моря. Ответственный сдатчик: В. Б. Авраменко; сдаточный механик: А. В. Шапошников. 

## Эксплуатация
Для эксплуатации судна в сентябре 1992 года было создано российско-итальянское совместное предприятие «Нептун», учредителями которого стали «Рубин», Северное машиностроительное предприятие и итальянская фирма Cortina, владеющая туристическим комплексом на острове Антигуа в Карибском море. В октябре—ноябре того же года с помощью лихтеровоза «Стахановец Ермоленко» (проект 0217) подводный аппарат был доставлен на Антигуа в порт Сент-Джонс, где по 1993 год совместно с судном обеспечения морским буксиром «Евгений Егоров» (проект 1424) проходил эксплуатационные испытания. 23 ноября 1992 года «Нептун» совершил свой первый рейс.
В 1996 году «Нептун» был возвращен на Севмаш для ремонта и модернизации. Но из-за выявленных в ходе эксплуатации существенных конструктивных недостатков и высокой стоимости эксплуатации работы проводить не стали, судно поставили на отстой, и с тех пор не эксплуатировали.

## Дальнейшая история
В начале 2010-х аппарат был приобретен частным инвестором за 2,5 млн рублей для реставрации, переоборудования и размещения в качестве плавучего кафе-музея в Москве .
В 2012 году подводная лодка была признана памятником науки и техники, а в 2024 она стала экспонатом музейного комплекса Верхней Пышмы.